# Aucha albimixta
Aucha albimixta là một loài bướm đêm trong họ Noctuidae.